# Черняева, Елена Владимировна
Еле́на Влади́мировна Черня́ева (в девичестве Козло́ва; род. 19 сентября 1988, Шексна, Вологодская область) — российская легкоатлетка, специалистка по бегу на короткие дистанции. Выступает на профессиональном уровне с 2007 года, обладательница бронзовой медали Универсиады в Кванджу, многократная победительница и призёрка первенств всероссийского значения. Представляет Вологодскую область и Санкт-Петербург. Мастер спорта России.

## Биография
Елена Козлова родилась 19 сентября 1988 года в посёлке Шексна Вологодской области. Впоследствии постоянно проживала в Череповце, окончила Череповецкий государственный университет.
Занималась лёгкой атлетикой в череповецкой Детско-юношеской спортивной школе № 2, проходила подготовку под руководством тренеров Б. И. Кожина, Н. А. Смелова, А. Г. Климова.
Первого серьёзного успеха на взрослом всероссийском уровне добилась в сезоне 2007 года, когда на чемпионате России в Туле с командой Вологодской области одержала победу в эстафете 4 × 100 метров.
В 2009 году выиграла бронзовую медаль в эстафете 800 + 400 + 200 + 100 метров на чемпионате России по эстафетному бегу в Сочи.
На чемпионате России 2013 года в Москве получила серебро в беге на 200 метров.
Будучи студенткой, в 2015 году представляла страну на Универсиаде в Кванджу, где завоевала бронзовую награду в финале бега на 100 метров. На чемпионате России в Чебоксарах с командой Санкт-Петербурга стала серебряной призёркой в эстафете 4 × 100 метров, при этом выступала уже под фамилией Черняева.
В 2016 году взяла бронзу в беге на 200 метров на зимнем чемпионате России в Москве. Должна была стартовать в эстафете 4 × 100 метров на Олимпийских играх в Рио-де-Жанейро, однако ИААФ на фоне допингово скандала запретила российским легкоатлетам участвовать в Играх.
В 2017 году на чемпионате России в Жуковском выиграла серебряные медали в дисциплинах 100 и 200 метров, тогда как в эстафете 4 × 100 метров стала бронзовой призёркой. На чемпионате России по эстафетному бегу в Адлере выиграла эстафету 800 + 400 + 200 + 100 метров, была второй в эстафете 400 + 300 + 200 + 100 метров.
В 2018 году стала третьей в беге на 60 метров на зимнем чемпионате России в Москве. На летнем чемпионате России в Казани финишировала третьей на дистанциях 100 и 200 метров, победила в эстафете 4 × 100 метров. На чемпионате России по эстафетному бегу в Смоленске взяла бронзу в эстафете 100 + 200 + 400 + 800 метров.
В 2019 году выиграла эстафету 4 × 400 метров на зимнем чемпионате России в Москве. На летнем чемпионате России в Чебоксарах превзошла всех соперниц в беге на 200 метров и в эстафете 4 × 100 метров, в то время как в беге на 100 метров показала второй результат.